# Зарипов, Хусаин Габдурахманович
Хусаин Габдурахманович Зарипов (31 марта 1916, Аскарово, Оренбургская губерния — 17 августа 1956, Озерное, Курганская область) — участник Великой Отечественной войны, полный кавалер ордена Славы, рядовой. После войны работал запальщиком-подрывником в тресте «Коркиноуголь».

## Биография
Хусаин Зарипов родился 31 марта 1916 года в крестьянской семье в деревне Аскарово Катайской волости  Челябинского уезда Оренбургской губернии, ныне деревня входит в Альменевский муниципальный округ Курганской области. Согласно наградным листам — татарин, согласно краткому биографическому словарю — башкир.
Окончил 2 класса, работал в колхозе.
29 сентября 1939 года призван в Рабоче-крестьянскую Красную Армию Ялано-Катайским РВК Челябинской области. Он только демобилизовался, как началась Великая Отечественная война. В июне 1941 года был вновь призван в армию. На фронтах Великой Отечественной войны с сентября 1943 года. Был рядовым сапером 439-го отдельного саперного батальона 373-й Миргородской Краснознаменной стрелковой дивизии. Воевал на Степном, 2-м Украинском и 2-м белорусском фронтах.
В октябре 1943 года за мужество, проявленное в боях по форсированию Днепра, был награждён медалью «За отвагу». В январе 1944 года в составе разведгруппы проник в тыл врага. В завязавшемся бою с немцами, как написано в наградном листе, «проявил качества храброго, бесстрашного и находчивого воина» и был представлен к награждению второй медалью «За отвагу» (в документах Хусаин/Хусаен Габурхалимович).
С января 1944 года член ВКП(б).
В ночь на 17 мая 1944 года сапер Зарипов в составе разведывательной группы проводил инженерную разведку переднего края противника в районе севернее города Яссы. Группа ворвалась в траншеи противника и приняла бой. «Действуя смело и бесстрашно, — говорится в наградном листе, — презирая опасность, отважный воин в рукопашной схватке с гитлеровцами, автоматным огнём уничтожил 5 немецких солдат и офицера, после чего подавил огонь станкового пулемета, а пулеметчика, пытавшегося сопротивляться, взял в плен и привел в часть. Рядовым Зариповым были добыты ценные сведения об инженерных сооружениях и системе огня противника». Приказом по 373-й стрелковой дивизии от 25 мая 1944 года красноармеец Зарипов Хусаин Габдурахманович (в документах Хусаен Губдурхалимович) награждён орденом Славы 3-й степени.
В ночь на 25 мая 1944 года севернее города Яссы, действуя в составе разведгруппы, рядовой Зарипов под огнём противника проделал проходы в минных полях, поддержал огнём из автомата и гранатами группу захвата. Из этого поиска разведчики привели двух пленных, одного из которых захватил Зарипов. Приказом по войскам 52-й армии от 29 июля 1944 года красноармеец Зарипов Хусаин Габдурахманович (в документах Хусаин Габдурхалимович) награждён орденом Славы 2-й степени.
В одном из следующих боев отважный сапер был ранен. После госпиталя служил автоматчиком 1-го мотострелкового батальона 53-й Знаменской ордена Суворова мотострелковой бригады 29-го танкового корпуса 5-й гвардейской танковой армии, которая вела бои в Восточной Пруссии и северной Польше. В боях с 18 января по 4 февраля 1945 года Зарипов действовал в составе разведывательных групп, которые доставили из-за линии фронта 15 «языков», давших ценные сведения. В одном из боев, находясь в засаде, огнём из автомата Зарипов рассеял и обратил в бегство группу фашистов. На поле боя остались 11 вражеских трупов.
Указом Президиума Верховного Совета СССР от 24 марта 1945 года за образцовое выполнение заданий командования в боях с немецко-фашистскими захватчиками рядовой Хусаин Зарипов награждён орденом Славы 1-й степени.
В 1945 году Зарипов Х. Г. был демобилизован. Вернулся на родину, жил в селе Юламаново Альменевского района. Затем переехал в город Коркино Челябинской области. Работал запальщиком-подрывником в тресте «Коркиноуголь». По состоянию здоровья был уволен, вернулся в родные края. Поселился с семьей в деревне Озерной Юламановского сельсовета Альменевского района Курганской области, ныне деревня входит в Альменевский муниципальный округ той же области.
17 августа 1956 года Хусаин Габдурахманович Зарипов добровольно ушел из жизни. По мусульманскому обычаю его, как самоубийцу похоронили за кладбищем села Юламаново Юламановского сельсовета Альменевского района, ныне село входит в Альменевский муниципальный округ той же области.
В 1980 году его могила была огорожена и был установлен мраморный памятник. В августе 2014 года обновили место захоронения, установив новый памятник.

## Награды
- Орден Славы I степени, 24 марта 1945 года[2]
- Орден Славы II степени № 12605, 29 июля 1944 года[7]
- Орден Славы III степени № 391309, 25 мая 1944 года[8]
- Медаль «За отвагу», 30 января 1944 года[9]
- Медаль «За отвагу», 24 февраля 1944 года[10]
- Медаль «За победу над Германией в Великой Отечественной войне 1941—1945 гг.»

## Память
14 мая 2019 года в Юламановской средней школе Альменевского района Курганской области была торжественно открыта мемориальная доска.